# Old and in the Way
Old and in the Way byla americká bluegrassová hudební skupina. Skupina existovala krátce v letech 1973-1974. Skupina vydala několik koncertních alb. V roce 2002 byla skupina obnovena a nahrála a později i vydala své první studiové album s názvem Old and in the Gray.